# Bożena Maciejewska
Bożena Kazimiera Maciejewska (ur. 11 marca 1942 w Kaliszu, zm. 5 czerwca 2013) – polska polityk, posłanka na Sejm PRL VIII kadencji.

## Życiorys
W latach 1960–1962 i 1964–1966 była pracownicą Banku Inwestycyjnego w Kaliszu. Pracowała też w Zakładzie Energetycznym w Kaliszu w latach 1962–1964 w Państwowym Ośrodku Maszynowym w Kaliszu w latach 1966–1968 oraz w Banku Rolnym w Kaliszu. Uzyskała tytuł zawodowy magistra inżyniera rolnika w 1978 na Wydziale Rolnym Akademii Rolniczej w Poznaniu. W latach 1980–1985 pełniła mandat posłanki na Sejm PRL VIII kadencji w okręgu Kalisz z ramienia Polskiej Zjednoczonej Partii Robotniczej. Zasiadała w Komisji Handlu Wewnętrznego, Drobnej Wytwórczości i Usług, Komisji Rolnictwa i Przemysłu Spożywczego, Komisji Rolnictwa, Gospodarki Żywnościowej i Leśnictwa, Komisji Rynku Wewnętrznego, Drobnej Wytwórczości i Usług oraz w Komisji Nadzwyczajnej do rozpatrzenia projektu ustawy „Ordynacja Wyborcza do Sejmu PRL”. Otrzymała Brązowy Krzyż Zasługi.
Pochowana na Cmentarzu Tynieckim w Kaliszu.